# Machos
Machos är en chilensk telenovela från 2003, med Héctor Noguera, Liliana Ross, Cristián Campos, Carolina Arregui, Rodrigo Bastidas, Felipe Braun, Jorge Zabaleta, Gonzalo Valenzuela, Diego Muñoz och Pablo Díaz i huvudrollerna.

## Rollista (i urval)
- Héctor Noguera som Ángel Mercader
- Liliana Ross som Valentina Fernández
- Cristián Campos som Alonso Mercader
- Carolina Arregui som Sonia Trujillo
- Rodrigo Bastidas som Armando Mercader
- Felipe Braun som Ariel Mercader
- Jorge Zabaleta som Álex Mercader
- Gonzalo Valenzuela som Adán Mercader
- Diego Muñoz som Amaro Mercader
- Pablo Díaz som Antonio Mercader